# Mimi e Lisa - Il mistero delle luci di Natale
Mimi e Lisa - Il mistero delle luci di Natale (in slovacco: Mimi a Líza - Záhada vianočného svetla) è un mediometraggio d'animazione slovacco del 2018 diretto da Katarína Kerekesová.

## Trama
Mimì è una bambina cieca, che può "vedere" il mondo solo con le mani e le orecchie. Insieme alla sua migliore amica Lisa, ha già visitato molti mondi fantastici pieni di divertimento, ma anche misteri. Ora il Natale è finalmente arrivato, così Mimì e Lisa insieme ai vicini di casa iniziano ad addobbare un magnifico albero di Natale. Purtroppo le lampadine su di esso non funzionano e le protagoniste si chiedono dove sia finita la magica luce del Natale, se sia fuggita o se sia stata rubata da qualcuno. Forse è stato il vicino sospettoso William, che non è amico di nessuno; ma in realtà la risposta sta nel passato, quando i vicini di casa erano ancora bambini piccoli. Così Mimì e Lisa intraprendono un avventuroso viaggio nel tempo per riportare il Natale alla sua luce incantevole.

## Riconoscimenti
- 2019: Slnko v sieti - Miglior film d'animazione